# Аушра Ауґустінавічюте
Аушра Ауґустінавічюте (лит. Aušra Augustinavičiūtė; 4 квітня 1927 — 19 серпня 2005) — литовська економістка і соціолог, основоположниця соціоніки.

## Життєпис
Народилася в сім'ї великого книговидавця. За її словами, ще з дитинства їй були доступні усі найновіші книги, і читати вона любила. Після війни і встановлення радянської влади видавництво було привласнене державою.
Здобувши економічну освіту, стала працювати за фахом (у міністерстві фінансів Литовської РСР). Зацікавившись проблемою сімейних відносин та їх поліпшення, захопилася соціологією, фактично стала одним з перших радянських соціологів (до кінця 1960-х рр. ця дисципліна переслідувалася як «буржуазна лженаука»). У 1968 була деканом факультету сімейних досліджень Вільнюського педагогічного інституту.

## Соціоніка
На початку 1968 р. познайомилася, з одного боку, з типологією Карлу Густава Юнга, з іншої— з психіатричними дослідженнями Антонія Кемпінського, в якого запозичила термін «інформаційний метаболізм». Разом із друзями та знайомими вона створює у себе вдома неформальний клуб який перетворився на науковий семінар по вивченню юнгівської типології, психіатрії, психології, різноманітним клінічним та психіатричним типологіям (Лічко, Леонгарда та їн). На основі праць К Юнга А Кемпінського та ідей кібернетики Аушра Ауґустінавічюте разом з однодумцями розробила теорію соціоніки. Сама А. Ауґустінавічюте роком народження соціоніки називала 1968-й, в якому вона зрозуміла, як можна розширити концепцію К. Г. Юнга і побудувати 8-компонентну модель психіки (модель А — А Аугустінавічюте).
Як можна судити по її роботах, вона була знайома зі ще не перекладеними у той час книгами Еріка Берна, Отто Вейнінгера та іншими, що поступали до литовських науковців з-за кордону, зокрема із Польщі. Окрім соціоніки, активно займалась питаннями соціології сім'ї і сексології.
Професори Г.Фінк та Б.Майрхофер (Австрія) ставлять соціоніку на перше місце серед виділених чотирьох моделей (включаючи кибернетичну теорію Маруями, пятифакторну модель, що зазвичай носить назву «Велика п'ятірка», а також типологію Майерс-Бриггс), як тих, що заслуговують особливу увагу внаслідок їх важливості в дослідженні особистості.
Відкриття А. Ауґустінавічюте інформаційної структури псіхіки та побудова моделі А дали ключ до розуміння інтертипних відносин.
У 1978-му році Аушра Ауґустінавічюте пише статтю «Теорія відносності еротичних відчуттів» — фактично найперший, «чорновий» варіант соціонічної теорії, створила Модель А і описи інтертипних відносин.
У 1980-му році публікує в журналі «Mokslas ir technika» перший нарис про Модель А (графічні значки для функцій запропонував учасник її семінарів кандидат філософських наук Алоіз Варанавічюс). Стаття піддалася жорсткій критиці з боку литовських психологів, але в той же час їй вдалося привернути увагу зацікавлених читачів. У 1982 році видає нову роботу «Теорія інтертіпних відносин». У 1980-ті роки пише ряд робіт з соціоніки, багато з яких офіційно були депоновані в бібліотеці Академії Наук Литви (прирівнювалося до публікації), але замовлялися і поширювалися у вигляді ксерокопій. З початку 80-х років бере участь у низці наукових всесоюзних конференцій з соціології, психології та педагогіці, доповідаючи і пояснюючи концепцію і методи соціоніки, експериментальні результати, виступає з лекціями в ряді міст Литви, Росії та України. Це призвело до появи ряду учнів і послідовників А. Ауґустинавичюте, не тільки гуманітаріїв — педагогів, психологів і соціологів, а й фахівців у галузі кібернетики, біоніки, програмування, теорії систем, моделюванню штучного інтелекту. Доповідь її учнів з Каунаса під керівництвом начальника відділу Каунаського НДІ радіовимірювальної техніки Н. Н. Медведєва, (в наступному депутата Литовського парламенту), на 7-й Української республіканської науково-технічної конференції з біоніки, що проводилася Інститутом кібернетики імені В. М. Глушкова Академії Наук в 1985 році викликав великий інтерес і гостре обговорення. Внаслідок, в цьому ж, 1985 році, на запрошення Інституту кібернетики Академії Наук України, Аушра Ауґустинавичюте приїжджає до Києва і читає ряд лекцій з соціоніки в Інституті кібернетики, пізніше — в Київському державному університеті ім. Т. Г. Шевченка, що призвело до виникнення Київської школи соціоніки. до якої увійшли кібернетики, соціологи, психологи, біологи та педагоги, і Київська школа соціоніки стала провідною серед їнших шкіл, а Київ і нині залишається неформальною столицею соціоніки.
У 1985 році, після тривалого листування і творчого обговорення з ленінградським математиком Г. Р. Рейніна, який встановив існування в соціоні з 16-ти типів інформаційного метаболізму 15-ти ортогональних ознак, випускає в депонованої рукопису роботу «Теорія ознак Рейніна». Її роботи отримують відгук у професійних психологів, особливо працюючих у галузі психології сім'ї, і цитуються в навчально-методичних матеріалах для вчителів. У 1991 році короткий варіант роботи Аушри Аугустинавичюте «Дуальна природа людини» публікується в масовому науково-популярному загальносоюзному журналі «Наука и религия», тираж якого в цей час становив близько 1 млн. Примірників.
У 1985 Аушра Ауґустинавичюте, прочитавши перекладену російською мовою книгу Б. Шнейдермана «Психологія програмування: Людські фактори в обчислювальних та інформаційних системах», дізналася про існування типології Майерс — Бріггс і написала коментар до тесту Майерс — Бріггс, звернувши увагу на необхідність створення соціонічних тестів для діагностики типу інформаційного метаболізму.
Протягом 1980-х рр. розробляла та друкувала докладні описи типів з аналізом по Моделі А, проте їй вдалося завершити всього 7 із 16. Створення описів всіх 16 типів (з використанням фрагментів її робіт) завершив Ігор Вайсбанд (1985, «Робочий матеріал по соціоніці»). З кінця 1980-х рр. багато своїх робіт і листів вона підписує псевдонімом Аугуста
У 1986 році організовує і проводить в Запішкасі, під Вільнюсом, першу теоретичну і практичну школу-семінар, із проведенням різних соціонічних експериментів і тренінгів, в якій брало участь близько 40 провідних у той час фахівців в області соціоніки, серед яких були соціологи, педагоги, психологи, математики, філософи, кібернетики, програмісти, інженери.
З 1988 року Аушра Ауґустинавичюте стає головою ряду щорічних Всесоюзних, згодом міжнародних, конференцій і семінарів з соціоніки. Перший Всесоюзний семінар — конференція «Соціоніка — цілеспрямоване формування колективів» під головуванням А. Аугустинавичюте, організований Українським республіканським правлінням Науково-Технічного товариства Радіоелектроніки і зв'язку ім. О. С. Попова, (80 учасників, 34 наукових доповіді), відбувся в квітні 1988 року в Полтаві (Україна).
З 1996 року — провідний науковий консультант Міжнародного інституту соціоніки і член редакційних колегій наукових та реферованих журналів, що видаються інститутом: «Соціоніка, ментология і психологія особистості», «Менеджмент і кадри: психологія управління, соціоніка і соціологія», «Психологія і соціоніка міжособистісних відносин»
У 1990-ті рр. у зв'язку із станом здоров'я, що погіршується, поступово відійшла від активної соціонічної діяльності, хоча періодично приїжджала на конференції у Києві, викладала в Польському університеті м. Вільнюса.
У 1995 році Російська академія природничих наук почала реєстрацію відкриттів в галузі суспільних наук, і першим було зареєстровано відкриття в галузі соціології під назвою «Явище самоорганізації динамічних структур міжособистісної взаємодії в людському суспільстві» з пріоритетом від 1 жовтня 1980 Автор відкриття — творець соціоніки Аушра Аугустинавичюте — була нагороджена дипломом про відкриття і медаллю РАПН імені академіка П. Л. Капіци
.